# Mine de Rezende
 (mars 2025).
La mine de Rezende, anciennement mine de Penhalonga est une mine à ciel ouvert d'or située au Zimbabwe.